# Zeitgeist

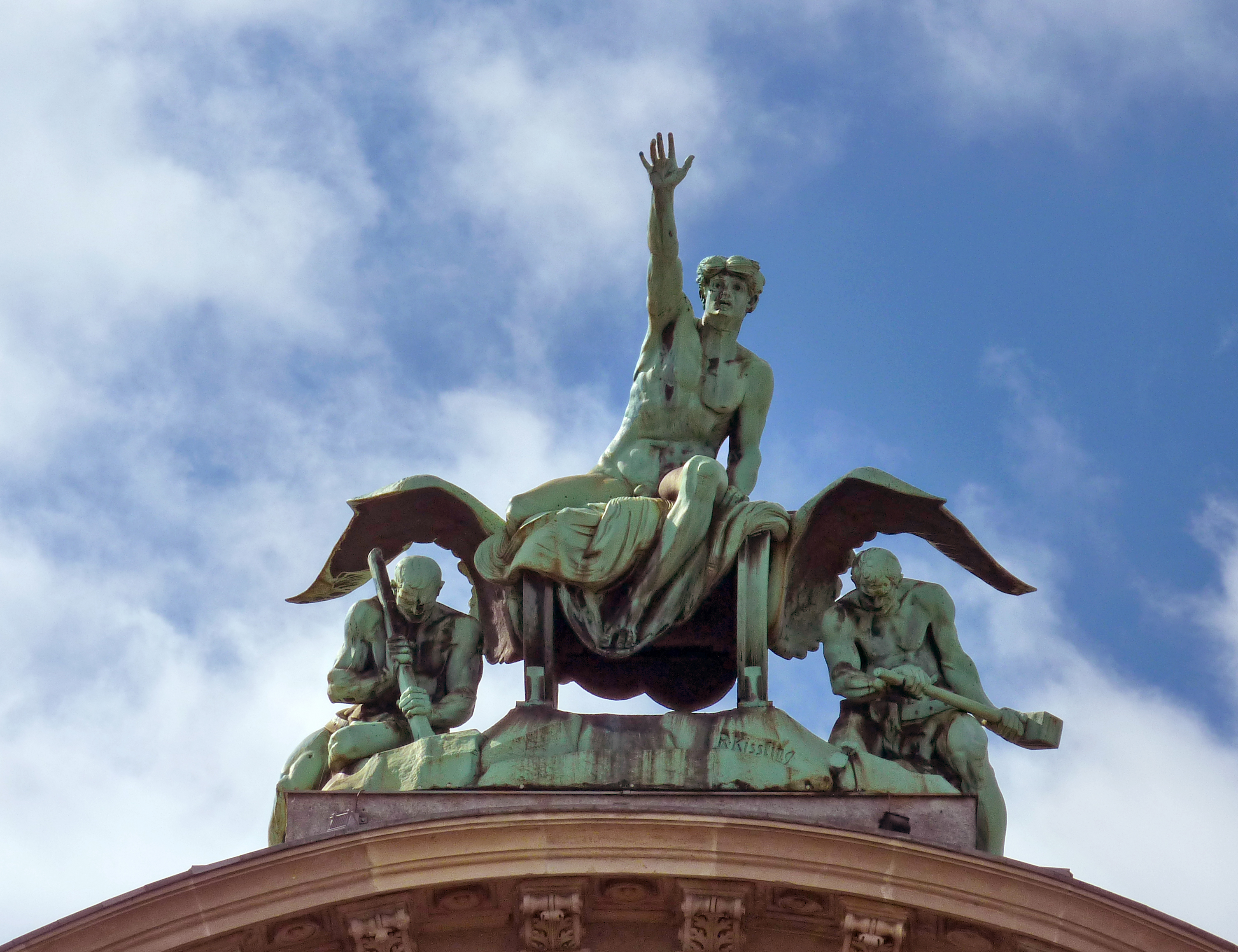
Allegorische Figuren «Zeitgeist» von Richard Kissling, Bahnhof Luzern

Zeitgeist ist die Denk- und Fühlweise (Mentalität) eines Zeitalters. Er bezeichnet die Eigenart einer bestimmten Epoche beziehungsweise den Versuch, diese zu vergegenwärtigen. Das deutsche Wort Zeitgeist ist über das Englische als Lehnwort in zahlreiche andere Sprachen übernommen worden. Auch das englische Adjektiv zeitgeisty ist davon abgeleitet.

## Begriffsgeschichte
Als Begriffsschöpfer gilt der Dichter und Philosoph Johann Gottfried Herder, der erstmals 1769 in seiner in Riga erschienenen Schrift Kritische Wälder oder Betrachtungen, die Wissenschaft und Kunst des Schönen betreffend, nach Maßgabe neuerer Schriften vom „Zeitgeist“ schrieb. In diesem Werk polemisierte Herder gegen den Philologen Christian Adolph Klotz und dessen Schrift genius seculi, die um 1760 in Altenburg erschienen war. In seinem Werk hatte sich Klotz bemüht, zeitübergreifende Instrumentarien und Messkriterien zu entwickeln, um die Eigenheit einer besonderen Epoche aufzuspüren. Die Wendung genius saeculi („Geist des Zeitalters/Jahrhunderts“) war – im Gegensatz zu genius loci („Geist des Ortes“) – in der Antike unbekannt, in der Frühneuzeit aber bereits etabliert und findet sich schon lange vor Klotz. Insofern gilt Zeitgeist auch als eine deutsche Entlehnung aus dem Lateinischen.
Schon bei Herder hat der Zeitgeist etwas Einschränkendes, Drückendes, „Bleiernes“: Auch aus religiösen Bindungen befreite, emanzipierte Menschen unterwerfen sich ihm oft freiwillig und verzichten auf die Freiheit des Denkens. Der Zeitgeist regiert also, wo traditionelle normative Orientierungen und Verhaltensstandards fehlen. Er tendiert aber auch dahin, nonkonformes Denken auszugrenzen, denn auch er enthält normative „Annahmen, Verhaltenserwartungen, Moralvorstellungen, Tabus und Glaubenssätze“, die sich regulierend auf das Verhalten des Individuums auswirken, aber „auch von ihm getragen werden“.
Populär wurde die Wendung „Geist der Zeiten“ und die Zusammensetzung „Zeitgeist“ nach der Französischen Revolution 1789 und insbesondere in der Zeit des Vormärz 1830–1848.
Johann Wolfgang von Goethe lässt im frühen 19. Jahrhundert in Faust. Der Tragödie erster Teil Faust den „Geist der Zeiten“ so umschreiben (Faust I: 575–577):
Was ihr den Geist der Zeiten heißt,

Das ist im Grund der Herren eigner Geist,

In dem die Zeiten sich bespiegeln.
Goethe beschreibt den Zeitgeist als ein gesellschaftliches Übergewicht, als ein Dominanz- oder hegemoniales Verhältnis.

„Wenn eine Seite nun besonders hervortritt, sich der Menge bemächtigt und in dem Grade triumphiert, daß die entgegengesetzte sich in die Enge zurückziehen und für den Augenblick im stillen verbergen muß, so nennt man jenes Übergewicht den Zeitgeist, der denn auch eine Zeitlang sein Wesen treibt.“

Georg Wilhelm Friedrich Hegel sieht im Zeitgeist den sich in der Geschichte entfaltenden objektiven Geist (siehe Epoche (Philosophie)).
Wilhelm Dilthey versteht unter dem „Geist der Zeit“ die (notwendige) „Begrenzung, in welcher die Menschen einer Zeit in Bezug auf ihr Denken, Fühlen und Wollen leben. [...] Unvermeidlichkeiten regieren hier über den einzelnen Individuen.“ Mit dieser Definition greift Dilthey bestimmte Aspekte des Ideologie-Begriffs auf. Allerdings lässt der Zeitgeist in dieser Zuspitzung nicht die von Karl Mannheim und Emil Lederer aufgeworfene Frage zu, warum die Menschen einer Epoche nicht immer dasselbe denken und verstehen. Lederer macht für die Tatsache, dass es einen einheitlichen Zeitgeist nicht gibt, die intellektuelle Konkurrenz verantwortlich, Mannheim sieht die Ursache dafür in der Vielzahl der Determinanten des Denkens, in seiner je konkreten „Seinsgebundenheit“.
Die geistige Situation der Zeit ist der Titel, den im Jahr 1932 Karl Jaspers für seine Kulturkritik wählte, in der nicht ein Zeitgeist die Situation bestimmt, sondern die Vorgeschichte der von ihm betrachteten Gegenwart den Geist dieser Zeit erklärt.
An die Forderung, die gegenwärtige Situation der Zeit aus der Vergangenheit zu verstehen, schließt Enzensberger an: 

„Etwas Bornierteres als den Zeitgeist gibt es nicht. Wer nur die Gegenwart kennt, muß verblöden.“

Von dieser Position bis zur generellen Skepsis gegenüber permanenter intellektueller Innovation ist es nur ein kleiner Schritt:

„Wer sich ganz und gar dem Zeitgeist verschreibt, ist ein armer Tropf. Die Innovationssucht der ewigen Avantgarde hat etwas Kastrierendes.“

Manche Publizisten wie Gerhart Wiesend verwenden ironisch den Begriff Zeitgeistlicher für hartnäckige Vertreter und Verbreiter bestimmter innovativer Ideen wie z. B. der politischen Korrektheit.

## Zeitgeist und Recht
Die in verschiedenen Gesellschaftssystemen und Kulturen vorherrschenden „Weltanschauungen“ und die mit ihnen verbundenen kulturellen Leitideen ändern sich fortwährend und bilden in ihrer regionalen und zeitlichen Ausprägung den „Zeitgeist“ einer Kultur. Dieser wird in der Regel durch die überlieferten religiösen Ideen und sozialen Strukturen mitbestimmt und findet eine verbindliche Ausformung insbesondere in den Gerechtigkeitsvorstellungen der jeweiligen Rechtsordnung. Dieser Zeitgeist und die in ihm lebendigen Wertvorstellungen dienen nicht nur als Deutungsmuster für die Ereignisse, sondern wirken auch als Handlungsmotivation und gewinnen dadurch praktische Bedeutung auch für die Staats- und Rechtsgestaltung. Max Weber beschrieb den Einfluss religiöser Vorstellungen und sozialer Leitbilder auf die Sozialstrukturen und die wirtschaftliche Entwicklung. Unter dem Druck der sich wandelnden Vorstellungen wandelt sich also auch das Recht. Zum Beispiel gewann die Idee individueller Selbstverantwortung insbesondere im England des 17. Jahrhunderts nicht nur im religiösen Bereich an Boden, sondern wirkte auch auf dem Gebiet der Politik. Dadurch wandelte sich die überkommene Legitimation der Regierungsgewalt: Das Königtum „von Gottes Gnaden“ wurde zu einem „vom Volk legitimierten“ Königtum. Auch unterhalb der Verfassung wird das Recht laufend an die Veränderungen des Zeitgeistes angepasst, d. h. an die mehrheitlich konsensfähigen Vorstellungen über die legitime Staats- und Gesellschaftsordnung. Das geschieht nicht nur durch förmliche Gesetzgebung, sondern auch durch einen Wandel der Gesetzesauslegung, also durch einen „Sinnwandel“ der Gesetze.